# 琉球貿易
琉球ノ貿易（りゅうきゅうのぼうえき）とは、古琉球や琉球王国において、日本・中国（明・清）・朝鮮・東南アジア（南海諸国）などの各国間を結んで行われた中継貿易のこと。

## 概要
琉球は土地の農業生産力が日本に比べ乏しく、貿易はもっぱら日本や南海諸国などの産物を仲介することをその根幹としていた。古くは日本の上代 - 古代に当たる時期（沖縄の先史時代 - グスク時代）から「貝の道」による交易が行われていた。960年に成立した北宋は、周辺諸国との貿易振興策を取ったため、これ以降、日本、宋、高麗、南島の間で貿易が盛んとなっていった。これにより先史時代からグスク時代への転換期を迎えたと考えられている。

### 三山時代
14世紀に入ると、琉球本島（現在の沖縄島）には北山・中山・南山と呼ばれる政治勢力が成立するが、その形成を促したのも日本や中国などとの対外貿易の展開に伴う在地首長層の成長があったと考えられている。北山は運天、中山は那覇、南山は馬天という有力な貿易港を有していた。
1372年、建国間もない明の洪武帝の招きに応じて、琉球の三国が相次いで朝貢を行い、冊封を受けた。明は朝貢と冊封、海禁政策により東アジアの国際秩序を形成した。このため、琉球だけでなく朝鮮や日本も冊封を受ける形で中国と交易する必要があった。
この朝貢貿易は当初は中華帝国の威信を示すものとして採算（貿易収支）を度外視して文物を冊封国に齎したので、黎明期に有った三山や琉球王国は特に多大な恩恵を受けた。さらに、洪武帝から閩人を下賜の形で職能・政治・文化集団を取り入れたり、初期の摂政には中国人が当たるなど、国家の形成に大きな影響があった。
『明実録』によると三山時代の期間に、北山は17回、中山は52回、南山は26回の朝貢貿易を行ったと言う。
1414年には中山の尚巴志が日本の室町幕府に遣使を行った。この間に尚巴志が残り2国を滅ぼして琉球王国が成立した。

### 琉球王国
明への朝貢使による貿易は時期によって異なるものの、1年もしくは2年に1回、時によっては年に2回派遣を行っている。日本に対しては2年もしくは3年に1度使者を派遣していたが、応仁の乱による日本国内の政情不安により次第に堺や博多の商人の方から琉球を訪れるようになった。また、15世紀半ばから周防国の大内氏が対明貿易に乗り出し、当時東南アジアと貿易をしていた琉球王国ともその産物を求めて使節を派遣し交易を行っている。交易ルートは周防国（周防灘）から東九州沖を南下、南九州の東岸（日向、大隅）を経て南島に至るものであった。
日本や明に対する献上品の中には東南アジアの南海諸国で採れる蘇木や胡椒があるように、東南アジアにも使者を派遣していたと考えられており、特にマラッカ王国やシャムがその対象であった。
明との交易においては皇帝への朝貢品として琉球で取れる馬や硫黄、日本産の刀剣、東南アジア産の胡椒や蘇木・象牙などが進上され、これに対して明国皇帝からの頒賜品名目で多額の金品が与えられたほか、琉球の使臣・随伴者が持参した商品を明側が買い上げる形であり、事実上の官営貿易であった。このために琉球では、琉球からの品物を載せて運搬する船と、明の沿岸付近でこれを載せ替える接貢船の2種類を用意していた。また、明から入手した銅銭はその需要が高い日本との貿易で用いられた。そのほか、明や日本からは琉球内で必要とされる生活必需品も輸入された。
特に朝貢貿易の相手である明・清へ遣わされる船舶は進貢船と呼ばれた。

#### 朝貢貿易の衰えと東アジア世界の状況変化
15世紀前半頃までには朝貢貿易や南方との貿易により琉球王国は栄華を謳歌するが、次第に貿易相手国の政治状況や東シナ海の情勢変化に翻弄されていく。
15世紀、明の成化帝が朝貢品に対する支払いや一行在留等の煩雑さから朝貢制限へと方針転換し、明の成化10年（1474年）には2年に一貢とし、朝貢一行も100人以下と厳命したことで、16世紀に入ると琉球の朝貢貿易に陰りが見え始める。
16世紀、ポルトガルが東南アジアに進出し始めたころ情勢は大きく変わる。1511年、ポルトガルがマラッカを占領支配し、1522年に武力威嚇により海禁政策と関わりなく明との交易を開かせた。また明自体も諸事情により東シナ海の海禁を統制できなくなり、それにより後期倭寇が台頭、東シナ海の交易は武装海商を兼ねた後期倭寇が支配する事になる。これにより琉球船の活動が制約された。琉球から中国や朝鮮に向かう時にしばしば倭寇に襲撃、略奪された。朝貢貿易船は武装し、朝鮮への使節は倭寇（早田六郎次郎）に警固を依頼する有様であった。この頃の東シナ海は後期倭寇がジャンク船により交易を掌握していた。
さらに、マラッカ占領などにより東南アジア市場からも追われやがて交易を廃止、日本も対中国だけでなく南蛮貿易（後に朱印船貿易）に本格的に進出しはじめ、中継貿易が衰退し始めた。このように琉球貿易が衰微するとともに王国の国力は弱まり、日本への経済的従属がより進行する事となった。
また1523年には前述の大内氏と細川氏との間で日明貿易に関する勢力争いが激化し、ついには1523年寧波の乱で武力紛争となり日明貿易は一時断絶となる。後には室町幕府を通して再開するが、ここでも大内氏は主導的な役割を果たし、琉球王国を経由した明との交易を確保したり、ついには大内氏が日明貿易を再開させその独占権を得る。しかしその大内氏も陶晴賢の内訌により1557年に滅亡してしまう。これにより日明貿易が完全に途絶してしまい、日琉貿易関係にも島津氏が台頭してくるのである。

#### 島津氏の台頭と琉球侵攻
島津氏と琉球の関係は琉球王国の成立頃には始まったと考えられている。1471年（文明3年）に島津立久は室町幕府に申上し、島津が発給する琉球渡海朱印状を帯びない貿易船を取り締まる貿易統制権を同幕府より得る。このように日本から琉球へ向かう海上航行権を巡って薩摩国の島津氏の発言力が高まり、やがて貿易の独占を志向するようになった。実際、この時点では立久と尚円王（金丸）との間で遣使し合って合意に達し、琉薩間に目立った対立はなかった。むしろ、島津氏は15世紀から16世紀にかけて内紛や九州島内などでの戦乱に明け暮れており、たとえ琉球が合意を違えたとしても、それを監視、問責や介入などをする余裕はなかった。
島津氏が影響力の行使により琉球貿易の独占を志向し始めたのは16世紀前半から1609年の琉球出兵の頃にかけてであり、この頃から島津氏は「三宅国秀事件」（1516年に備中の住人である三宅和泉守国秀が琉球征服を企てたのを島津氏が阻止したとされる）や「嘉吉附庸説」（1441年（嘉吉元年）に島津氏が功績により室町幕府6代将軍足利義教より琉球を賜ったとする）を持ち出して琉球への介入を正当化しようと言う動きに出始める。なお嘉吉附庸説は虚偽であったと後世の研究では考えられている。また、三宅国秀も実は室町幕府（細川政権）が琉球との直接交渉を意図して派遣した使者で、それを知った島津氏が妨害目的で虚偽の容疑をかけて討ち取ったとする説がある。なお、これとは別に、鳥取鹿野藩の亀井茲矩も戦の恩賞を名目に琉球侵攻を目論んでおり、朝鮮役で立ち消えとなるがこちらは史実と考えられている。
地政学的にも、長年の内紛が終息した島津氏が肝付氏らを破って南九州の支配権を回復する（1575年以降）と肝付氏から志布志・串間などの港湾を没収して直轄化し、種子島氏・禰寝氏・頴娃氏などこれまで半ば独自に琉球との交易を行ってきた島津氏傘下の国人領主に対しても厳しい統制を行って貿易の引き締めを図った。一方、琉球に対しても強硬な態度を取り、島津氏の渡航朱印状を帯びない船舶との交易の停止を要求すると、琉球側はこれを黙殺した。また、島津氏側も朱印状のない船を取り締まった事実は確認できず、むしろ（島津氏側視点から見た）琉球側の「不実」な対応に対する島津側の反発の産物の域を出ないとする説もある（その「不実」も琉球王国の独立の実態を認めず琉球を上下関係に見ようとする日本の中世的対外観と琉球王権の安定・強化の流れとの衝突と解することで出来る）。
島津氏は前述の通り、尚円王の代から倭寇対策を名目に島津氏の渡航朱印状を持たない船との交易の停止を求めてはいたが、琉球側は曖昧な対応を取っており、島津氏側もこれを強制する術を持たなかったが、この時代に入ると強硬な対応に転じた。琉球側は黙殺を続けたために両者の関係は次第に敵対関係に転じていった。更に秀吉や家康との使節交流や朝鮮役の軍務負担でも軋轢を生じ、朝鮮役後の日明関係修復の使節仲介などを巡っての島津氏からの最後通牒も琉球は黙殺したため、1609年の薩摩藩（島津氏）による琉球侵攻に至る。
薩摩藩の出兵の背景には、このように日本天下人の意向（特に秀吉は琉球を直接恫喝していたが、琉球は明国からの救援は得られず仕舞いであった）や朝鮮出兵から朱印船貿易に至るまでの日本の時代背景や、薩摩藩自身の財政難などによる領主的危機感の高揚などもあった。出兵後、琉球から奄美を割譲させ薩摩蔵入地にしたり琉球から租税の徴収を行っている。
明に代わって中国本土を掌握した清も琉球国王に冊封を与え、福州に琉球館の設置を許した。同じころ、鎖国政策を取っていた江戸幕府は貿易の維持のために薩摩藩の琉球を介した貿易を容認する姿勢を示した。だが、それは琉球王国にとっては生糸や薬種など日本（江戸幕府および薩摩藩）が必要とする品を確保・献上する義務を負う事になった。

#### 朝貢貿易の変容
明との朝貢貿易では銀（渡唐銀）を輸出し、生糸を輸入した。薩摩藩には明から入手した生糸の他に、琉球産の砂糖や鬱金を輸出して鹿児島琉球館から銀を輸入した。薩摩藩との貿易では砂糖が主力商品であった。江戸幕府が元禄改鋳で発行した銀は銀含有率が低く、琉球は薩摩藩に交渉した。幕府は琉球王国に対して対馬藩と同じく慶長銀と同じ銀含有率への吹き替えを許可し、京都銀座が吹き替えを担当した。幕府が銀の輸出をさらに規制するために銅に切り替えたため、琉球は大坂銅座から入手して明に輸出した。外交儀礼として琉球からの使節に対して幕府から銀が贈られ、主な贈答は中山王の担当となった。
明の成化帝による朝貢制限以降から琉球貿易は低迷し、清へ運搬する船の費用維持も次第に困難となり、17世紀初頭の清の康熙年間の1611年から薩摩藩が資金援助するようになった。薩摩藩の琉球出兵の動きを知った明側は琉球の使節派遣を10年に1度に制約するなど頑なな態度を取っていたが、1634年には2年に1度に戻されている。
天和2年（1682年）に貨物を積んだ運搬船が2隻となってから、1688年には琉球の島津に対する負債が8千両を越し、これ以降は島津藩が琉球貿易の大半を支えるようになった。寛政12年（1800年）、薩摩藩は中山王の名のもとに幕府に貿易品の転売許可を申し出たが、江戸幕府の長崎貿易統制なども影響し、享和2年（1802年）10月に江戸幕府は貿易抑制策を出すとともにその貿易損害分の金額を琉球へ補填支払いし、琉球を助けた。
明や清国から日本へ生糸・薬種をもたらし、日本から中国へは銀、干鮑や昆布などの俵物をもたらした琉球貿易は幕末期（19世紀中期）に至るまで東アジアの貿易でひとつの役割を果たし、その資金援助をした薩摩藩の財政に対する貢献も大きかった。